# Йиске
Йиске (норв. Giske) — остров и коммуна в фюльке Мёре-ог-Ромсдал в Норвегии. Он находится на северо-западе от города Олесунн. Административный центр коммуны — деревня Нурдсранн на острове Валдерёйа. На территории коммуны так же находятся деревня Руальд на острове Вигра и деревни Альнес и Литебакк на острове Годёй. Коммуна является составной частью региона Олесунн.
Официальный язык коммуны — нюнорск. Население коммуны на 2007 год составляло 6777 чел. Площадь коммуны Йиске — 40,09 км², код-идентификатор — 1532.

## История населения коммуны
Население коммуны за последние 60 лет.

Статистика коммуны Йиске